# Biologische Suszeptibilität
Unter dem Begriff biologische Suszeptibilität werden alle Phänomene zusammengefasst, die sich auf die mehr oder weniger spezifische Reaktionsfähigkeit biologischen Materials mit meist makromolekularen biotischen oder nichtbiotischen Strukturen beziehen. Umgangssprachlich wird der Begriff mit Empfänglichkeit, Anfälligkeit oder Empfindlichkeit übersetzt, z. B. ob ein Wirt für einen bestimmten Erreger einer Infektionskrankheit empfänglich ist oder ob ein Medikament wirken kann. Die Suszeptibilität wird synonym zur Permissivität verwendet und ist somit der Gegenbegriff zur Resistenz. Die Gesamtheit der suszeptiblen Wirtsarten eines Pathogens wird als Wirtsspektrum bezeichnet.
Im engeren Sinne wird der Begriff im Zusammenhang mit der Beschreibung und Erklärung von Pathogenen und Toxinen verwendet. Dabei spielt die individuelle molekulare Ausstattung für die Reaktion auf verschiedene externe Noxen (z. B. Bakterien, Viren, „Umweltgifte“) eine wichtige Rolle. Die Kenntnis der dafür verantwortlichen molekularen Strukturen ist sowohl für die Erforschung von Krankheitsursachen als auch die Entwicklung entsprechender Medikamente zur Bekämpfung von Krankheiten von hervorragender Bedeutung.
Bei Viren wird die Suszeptibilität einer Wirtsspezies oder einer Zelllinie als Tropismus bezeichnet.
Für die unterschiedliche individuelle Suszeptibilität für gleiche Noxen werden u. a. folgende Ursachen genetischen Ursprungs diskutiert:
- Vererbbare genetische Differenzen auf der Grundlage individueller Polymorphismen in DNA-Bereichen, die für die Codierung  wichtiger Strukturen  wie z. B. spezifischer Rezeptoren (z. B. Andockstellen für Viren und Bakterien) oder Enzyme verantwortlich sind.
- Variationen in den DNA-Reparatursystemen, bedingt durch die unterschiedliche Empfindlichkeit gegenüber externen mutationsauslösenden Faktoren.
- Differenzen in der Regulation der Genexpression, die wiederum von der Kombination mehrerer einwirkender Noxen abhängen können.
- Restriktionsfaktoren (synonym Resistenzfaktoren), die eine Resistenz gegenüber dem Pathogen vermitteln können.